# Roseana Sarney
Roseana Macieira Sarney Murad GCIH • GOMM (São Luís, 1 de junho de 1953) é uma socióloga e política brasileira filiada ao Movimento Democrático Brasileiro (MDB). Pelo Maranhão, foi governadora por quatro mandatos, senadora e atualmente é deputada federal do Brasil.

## Biografia
Filha do ex-presidente da república José Sarney e de sua esposa, Marly Sarney. São seus irmãos, o ex-deputado federal Sarney Filho e o político e empresário Fernando Sarney, presidente da Rede Mirante.
Após graduar-se em Ciências Sociais pela Universidade de Brasília, casou-se em 1976 com o empresário e político Jorge Murad Júnior. O casal adotou uma filha, Rafaela Sarney. Eles se separaram em 1988, mas reconciliaram-se em 1995.

### Saúde
Roseana foi operada pela primeira vez em 1973, aos 19 anos, quando removeu um apêndice e um cisto ovariano. Passou por mais duas cirurgias no ovário entre 1977 e 1979, período em que tentou engravidar, sem sucesso.
Em junho de 2009, Roseana Sarney realizou a vigésima primeira cirurgia, para correção de um aneurisma cerebral. A operação foi realizada no Hospital Israelita Albert Einstein, em São Paulo. O procedimento, que durou quatro horas, aconteceu sem nenhuma intercorrência.

## Carreira política

### Deputada federal
Em 1990, candidatou-se à deputada federal pelo PFL, tendo sido eleita.
Foi eleita novamente para deputada federal em 2022.

### Governadora do Maranhão

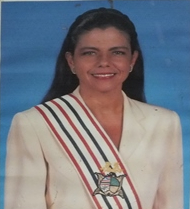
Retrato de Roseana Sarney como governadora em seu primeiro mandato.

Em 1994, foi eleita governadora do Maranhão em segundo turno com 50,61% dos votos válidos contra 49,39% de Epitácio Cafeteira (PPR) sendo eleita com ampla maioria, igualando o feito de 1965 quando seu pai José Sarney conquistou o governo. Roseana foi a primeira mulher eleita diretamente por voto.
Tomou posse em 1º de janeiro de 1995. Em março do mesmo ano, foi admitida pelo presidente Fernando Henrique Cardoso à Ordem do Mérito Militar no grau de Grande-Oficial especial.
Em 1998, foi reeleita governadora, a primeira mulher a se reeleger ao cargo.

#### Cassação do adversário eleito em 2009
Na noite do dia 16 de abril de 2009, o TSE confirmou a cassação do mandato de Jackson Lago e do vice Luís Porto por abuso de poder econômico e político nas eleições de 2006.
Com a cassação, foi ordenada a imediata posse de Roseana Sarney como governadora do Maranhão e de João Alberto de Souza como vice.

##### Segundo mandato
Nas eleições de 2010, Roseana Sarney foi vencedora com apertada vantagem de 50,08% dos votos no 1° turno, contra seus principais adversários Flávio Dino (29,49%) e Jackson Lago (19,54%). No primeiro e no segundo turno, Roseana declarou apoio à candidatura de Dilma Rousseff (PT).
No dia 10 de dezembro de 2014, Roseana renuncia ao governo do Maranhão, alegando problemas de saúde. O presidente da Assembleia Legislativa do Maranhão Arnaldo Melo toma posse como governador interino por 21 dias.

### Pré-candidatura à Presidência da República

#### Indicação do PFL
Em 2002, foi indicada como pré-candidata à presidência do país pelo PFL e renunciou após o Escândalo da Lunus, que envolveu seu marido Jorge Murad, e decidiu apoiar a candidatura de Ciro Gomes (PPS).
No mesmo ano, Roseana foi eleita senadora, derrotando Epitácio Cafeteira (PDT). Seguiu a orientação do pai, José Sarney, e passou a apoiar Lula.

#### Desistência da candidatura
Em 1º de abril de 2002, a Polícia Federal fez operação na empresa Lunus Participações, da qual é sócia, administrada pelo marido Jorginho. Na operação, foram apreendidos R$ 1 300 000,00 não declarados.
Em 5 de abril, renunciou ao Governo do Estado, passando-o ao vice José Reinaldo Tavares, para se candidatar à Presidência pelo PFL, em meio ao escândalo.

Nos dias seguintes, o marido Jorge Murad apresentou sete versões diferentes sobre a origem do dinheiro e com isso levou a perda de pontos nas pesquisas e posterior desistência em se candidatar.

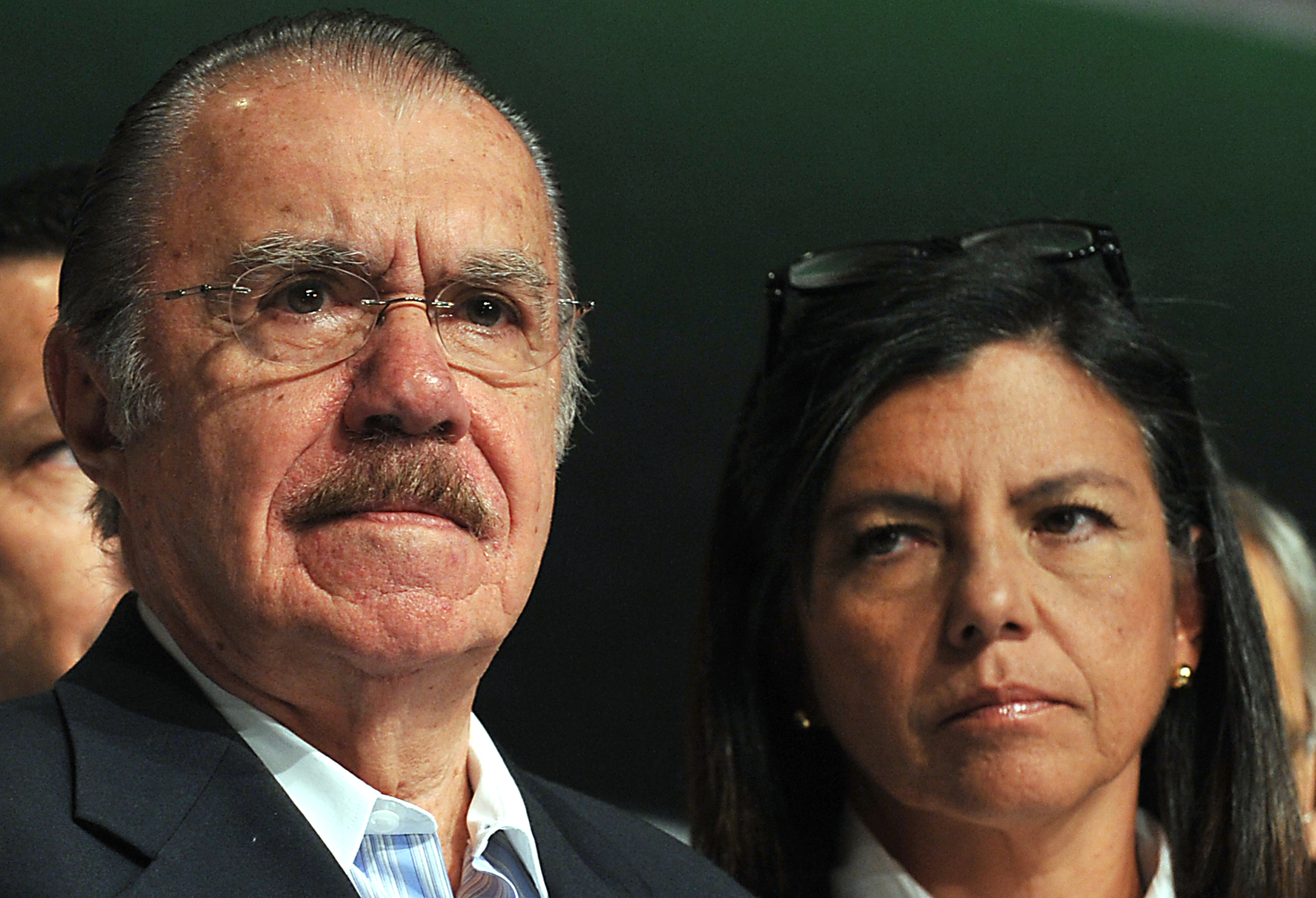
José e Roseana Sarney na Convenção Nacional do PMDB, em 2010.

#### Rompimento com o PSDB
Roseana Sarney foi indicada como possível candidata a vice-presidente na chapa PSDB-PFL para suceder o governo FHC. No entanto, a governadora não se contentou com o posto de vice, optando pela imagem de uma candidatura própria.
Como o PFL confirmou pré-candidatura própria, desmontando a chapa com o PSDB, Roseana começou a ser vista pela mídia como um nome independente do governo. Ela chegou ao segundo lugar nas pesquisas iniciais e posteriormente ao empate com Lula. Porém, com o Caso Lunus, a pré-candidatura de Roseana foi eliminada pela queda nas pesquisas, pela perda de popularidade e pelas notícias das grandes mídias nacionais.
Tal acontecimento resultou no rompimento entre o PSDB e o PFL, incluindo a família Sarney. Seu irmão, Sarney Filho pediu demissão do Ministério do Meio Ambiente e o bloco pefelista do Congresso Nacional abandonou a base do governo.

### Senadora pelo Maranhão

#### Candidatura
Sem chance na Presidência, ela se candidatou ao Senado pelo Maranhão. Apesar do escândalo, conseguiu eleger-se como senadora no Maranhão no mesmo ano, juntamente com Edison Lobão.

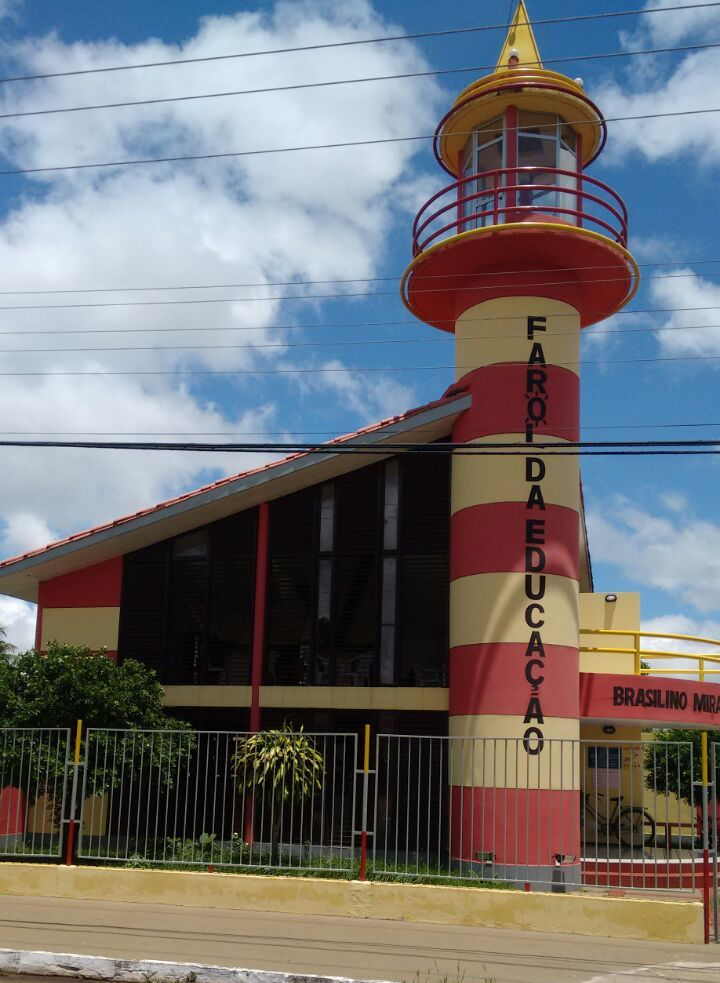
Biblioteca Farol da Educação Brasilino Miranda, O Farol da Educação foi um programa do governo Roseana Sarney.

#### Mandato como senadora e andamento das denúncias
Em 17 de abril, o vice-procurador-geral da República, Haroldo Ferraz da Nóbrega, encaminha parecer aprovado pelo procurador-geral da República, Geraldo Brindeiro, que "não há prova de que a senadora tenha conscientemente se inserido em uma cadeia criminosa, cujo objetivo fosse apropriação de dinheiro público", ao ministro do Supremo Tribunal Federal, Gilmar Mendes recomendando o arquivamento do inquérito policial que investigava a possível participação da Roseana Sarney em desvios de recursos públicos quando era governadora do Maranhão no Caso Lunus. O Ministério Público considerou que não havia provas de que ela teria, direta ou indiretamente, desviado os recursos públicos liberados no projeto Usimar e que não havia qualquer prova do vínculo de tais recursos com os R$ 1,3 milhão apreendidos na sede da empresa Lunus, de propriedade de Roseana Sarney.
Em 1º de agosto do mesmo ano, o ministro do STF, Gilmar Mendes determinou o arquivamento de petição contra a senadora acusada por crimes por meio do projeto empresa Usimar Componentes Automotivos (Usimar), por formação de quadrilha, estelionato, falsidade ideológica e peculato, que envolviam o marido Jorge Murad e o deputado Jader Barbalho (PMDB-PA), sob a afirmação de falta de elementos na denúncia do Ministério Público Federal. Em 4 de agosto, o STF determinou o arquivamento contra as acusações.
A mera participação na reunião que resultou em aprovação do Projeto Usimar não constitui elemento suficiente para se concluir que há indício de conduta criminosa imputável à denunciada. E também não há provas de ter a denunciada se beneficiado, direta ou indiretamente, dos recursos públicos liberados no projeto.— Gilmar Mendes
A senadora sempre alegou que a denúncia era política e decidiu mover ação de indenização por danos morais contra a União em 7 de agosto, alegando que o Ministério Público Federal a acusou indevidamente de envolvimento em desvio de verbas da extinta SUDAM, prejudicando sua pré-candidatura à Presidência da República, no ano anterior.

#### Rompimento com o sucessor
Depois que José Reinaldo Tavares rompeu com o grupo Sarney em maio de 2004, Roseana foi acusada de usar meios de comunicações da TV Mirante e o jornal O Estado do Maranhão, para atacar o ex-aliado, usando métodos parecidos com a Família Magalhães na Bahia contra prefeitos e vereadores da oposição à oligarquia baiana.

### Primeira derrota eleitoral
Em 2006, foi candidata pela terceira vez ao governo do Maranhão, mas perdeu para Jackson Lago. A eleição, ocorrida no dia 29 de outubro daquele ano, foi uma das mais acirradas da história política maranhense, e resultou na vitória de Lago por uma diferença pouco maior do que 97 mil votos (diferença de 3,6 pontos percentuais), foi a primeira derrota de Roseana Sarney para o cargo, desta vez como Governadora.

#### Processo de expulsão do PFL e filiação ao PMDB
Após a derrota, Roseana foi expulsa do PFL em novembro por fazer, durante as eleições presidenciais de 2006, campanha para o então candidato Lula, que foi reeleito, tendo inclusive participado, em 29 de setembro, de comício com Lula na cidade de Timon.
Filiou-se ao PMDB, tornando-se uma das líderes do governo Lula no Congresso, de 1 de fevereiro de 2007 a 17 de abril de 2009. Após a cassação do governador Jackson Lago, assumiu o Governo do Estado e foi substituída no Congresso por Mauro Fecury.

#### Patrimônio declarado ao TSE
Em julho de 2010, Roseana Sarney declarou ao TSE ter um patrimônio pessoal de R$ 7,84 milhões.

### Movimento "Fora Roseana Sarney"
Na última semana de agosto de 2010, ganhou força na internet um movimento intitulado "Fora Roseana Sarney". O movimento #ForaRoseanaSarney foi semelhante ao #forasarney, que ocorreu em 2009, quando José Sarney era acusado em denúncias de corrupção.
A campanha, que foi iniciada com a hashtag #ForaRoseanaSarney no Twitter, rendeu até jingle próprio, postado no YouTube. Cerca de 12 mil pessoas reproduziram a hashtag na rede de microblogs, incluindo o apresentador de televisão Marcelo Tas, que já havia gravado vídeo contra a reeleição da governadora. A hashtag chegaria ao terceiro lugar no ranking nacional de tópicos mais comentados.
A propaganda eleitoral de Roseana Sarney na televisão tratou o movimento como se fosse uma campanha negativa de usuários de outros estados contra o Maranhão. Em seu programa eleitoral, Dino criticou a reação da campanha de Roseana, dizendo que "culpar os internautas pela má imagem do estado é esconder a realidade".
Em 21 de setembro, cerca de cinco mil estudantes ligados ao Movimento participaram de passeata, que foi da Praça da Bíblia até o Palácio dos Leões, contra a candidatura de Roseana Sarney. Parte do protesto foi transmitido ao vivo via Twitter.

### Rompimento com o PT e Impeachment de Dilma
Com a reunião do PMDB para tratar do assunto com a continuidade ou não da aliança com o PT e o governo Dilma Rousseff, Roseana participa ativamente do processo e declara apoio às decisões de seu partido, entre as quais são o rompimento com o PT, com a presidente Dilma e com o apoio ao Processo de impeachment de Dilma Rousseff. Apesar de o PT do Maranhão ter se coligado na chapa do candidato apoiado por Roseana, muitos filiados fizeram campanha para seu adversário que acabou eleito no primeiro turno.  O diretório estadual do PT no Maranhão declarou compor a base do governo do adversário de Roseana. Visando as eleições de 2018, o PT sinalizou pelo apoio à reeleição de Flávio Dino, mesmo com a pré-candidatura de Roseana.

### Candidatura ao governo do Maranhão em 2018
Roseana anunciou pré-candidatura ao governo do Maranhão com o apoio de seu grupo politico do PMDB. Durante o período de pré-campanha, o nome de Roseana chegou a ser cotada para ser vice na chapa presidencial de Henrique Meirelles (MDB).
A disputa contou com alguns nomes anunciados como pré-candidatos: Flávio Dino (governador eleito em 2014 pelo PCdoB), Maura Jorge (ex-prefeita de Lago da Pedra, PSL), Roberto Rocha (senador pelo PSDB) e Ricardo Murad (ex-secretário de saúde, PRP), este último renunciou à pré-candidatura e anunciou apoio a Roseana.
Uma vez candidata, obteve 30,07% dos votos válidos (947 191 votos) e acabou derrotada já no primeiro turno pelo governador e candidato à reeleição Flávio Dino do PCdoB, o qual foi reeleito naquela oportunidade com 1 867 396 votos (59,29%). No segundo turno, declarou apoio à candidatura de Jair Bolsonaro (PSL) à presidência da República.

## Controvérsias

### Meio de comunicações
Roseana Sarney é sócia das emissoras de rádios - Mirante FM 96,1 (São Luís), Rádio Alecrim (Caxias), Rádio Verdes Campos (Pinheiro) - e TVs no Maranhão na história do Brasil, administradas por parentes.

### Oligarquias Brasileiras
Assemelha-se às oligarquias existentes no Nordeste do Brasil, junto com o pai José Sarney, aliada ao Renan Calheiros e Fernando Collor (que até então eram adversários).

### Caso Fábrica do Rosário
Em 13 de dezembro de 1996, o então presidente, Fernando Henrique Cardoso, inaugurou em Rosário uma fábrica da camisas em plena operação, fruto de uma parceria entre o governo do Maranhão e a empresa Kao-I Indústria e Comércio de Confecções Ltda., representada pelo brasileiro naturalizado Chhai Kwo Chheng, nascido em Taiwan.
O protocolo de intenções assinado por Chheng e por Roseana Sarney, prometia 4 300 empregos, investimentos de 15 milhões de reais e produção anual de 15 milhões de camisas, sete milhões delas já no primeiro ano. Associados à empresa, 90 grupos comunitários, cada um com 40 integrantes, obtiveram 4 milhões de reais do Banco Mundial, além de um empréstimo de 3 milhões de reais do Banco do Nordeste.
Boa parte desse dinheiro foi para comprar 2 500 máquinas de costura industriais de uma empresa do próprio Chheng, a Yamacon Nordeste. Para viabilizar a compra os presidentes e tesoureiros de cada um dos 90 grupos assinaram cheques em branco para o empresário e sua equipe.
Em 1998 a fábrica estava em precárias condições de operação, com pendências judiciais e uma legião de cooperativados cheios de dívidas.
O empresário Chengg foi denunciado pelo ministério público e o governo estadual rompeu o protocolo de intenções. O caso foi parar no Superior Tribunal de Justiça, com o ministro Edson Vidigal, nomeado ministro pelo amigo e então presidente José Sarney, apesar disso Vidigal não se declarou impedido.
Até hoje, a fábrica existe (mas caindo aos pedaços), e os ex-trabalhadores têm dívidas que ultrapassam mais de R$ 100 mil.

### Caso Lunus
Em 2002, ao ser envolvida em escândalo de corrupção com a empresa Lunus Participações, da qual é sócia, com a descoberta de R$ 1 340 000 não-declarados, e o marido, Jorge Murad, apresentando sete versões diferentes sobre a origem do dinheiro levou a perda de pontos nas pesquisas e posterior desistência da candidatura.
As investigações ainda apontaram que a Lunus mantinha sociedade oculta com uma empresa que teria desviado até 15 milhões de reais num projeto agrícola financiado pela Superintendência do Desenvolvimento da Amazônia (Sudam).
O escritório também mantinha em arquivo papéis referentes à obra da Usimar Componentes Automotivos, um projeto que previa o gasto de 1,38 bilhão de reais na construção de uma fábrica de produção de peças para automóveis.
Este projeto teve a ajuda de Jorge Murad nos bastidores e foi aprovado em 1999 pelo conselho deliberativo da Sudam, então presidido por Roseana e custaria pelo menos dez vezes mais que uma fábrica de autopeças semelhante.
O caso levou ao rompimento nacional da aliança PFL-PSDB no governo federal.

### Contas no exterior
Em 15 de agosto de 2010, o jornal O Estado de S. Paulo publica documentos (que estão nos arquivos do extinto Banco Santos), mostrando que a governadora e o seu marido, Jorge Murad, simularam um empréstimo de R$ 4,5 milhões para tentar resgatar US$ 1,5 milhão que possuíam no exterior. Em entrevista ao Estado, o administrador judicial do banco, Vânio Aguiar, confirmou que os papéis estão nos arquivos oficiais da instituição bancária.
O jornal mostrou que o empréstimo foi regularizado no Brasil poucos dias antes da intervenção judicial no Banco Santos, em 12 de novembro de 2004. O dinheiro foi liberado no dia 29 de julho, mas somente em 5 de novembro (uma semana antes da quebra do banco e da decretação da intervenção da Justiça) as garantias foram registradas, conforme certidões obtidas pela reportagem num cartório em São Paulo. Ou seja, quando o Banco Santos liberou o empréstimo em julho não havia formalização de fiança bancária.
O banco pertenceu ao banqueiro Edemar Cid Ferreira, amigo íntimo da família Sarney e padrinho de casamento de Roseana e Jorge Murad. O banco quebrou em novembro de 2004, e sua falência foi decretada em 2005. Depois da decretação da falência, chegou a ser preso e condenado a 21 anos de prisão, mas recorreu e responde em liberdade.
Segundo e-mails que estão nos arquivos do Banco Santos, os dólares foram transferidos por meio de uma conta do banco suíço UBS AG, onde Edemar é cliente. O empréstimo de R$ 4,5 milhões foi liberado no Brasil no dia 29 de julho de 2004 e segundo os documentos, US$ 1,5 milhão foram depositados cinco dias depois numa conta externa. As investigações sobre o banco mostram que o ex-banqueiro, sem aval para operar oficialmente no exterior, usava offshores e laranjas para receber recursos fora do Brasil.
O dinheiro iria ser usado para a empresa Bel-Sul Participações, de Roseana e Murad, comprar ações em um shopping em São Luís e outro no Rio de Janeiro. A transação envolveu ainda mais um aliado da família Sarney: Miguel Ethel Sobrinho, ex-presidente da Caixa Econômica no governo de José Sarney e até 2009, conselheiro da fundação que leva o nome do presidente do Senado. Miguel Ethel detém 50% da Participa Empreendimentos, empresa que vendeu as ações dos shoppings.
Horas depois das denúncias, Roseana divulgou nota negando. Chamou "fantasiosa" a denúncia feita pelo jornal e afirmou que o empréstimo foi regular no Brasil.
Em 16 de agosto de 2010, o Ministério Público Federal pediu investigações sobre Roseana.

### Denúncias de crimes financeiros
Em janeiro de 2011, o executivo suíço Rudolf Elmer entregou à organização Wikileaks dados bancários que documentavam, segundo ele, casos de crimes financeiros em paraísos fiscais. Entre os documentos, encontravam-se alegadas provas de que Roseana Sarney teria feito operações secretas no banco Julius Baer, nas Ilhas do Canal e Ilhas Virgens, recebendo 10 mil dólares. As operações seriam intermediadas pelo Coronado Trust, fundo financeiro criado por Roseana Sarney e Jorge Murad nas Ilhas Virgens.
Elmer havia previamente afirmado em livro que Roseana Sarney movimentou 150 milhões de dólares no banco Julius Baer de 1993 a 1999.

### Lava Jato
O ministro do Supremo Tribunal Federal, Teori Zavascki, autorizou a abertura de investigação contra Roseana em 6 de março de 2015, tirando o sigilo do pedido de abertura de inquérito.

### Fraude em concessão de isenções fiscais
Em novembro de 2016, Roseana foi denunciada pelo Ministério Público, junto com mais dez ex-gestores, por causar prejuízo de mais de 410 milhões de reais aos cofres públicos em um esquema fraudulento de concessão de isenções fiscais a empresas pela Secretaria de Estado da Fazenda (Sefaz) a empresas. O grupo foi acusado de compensações tributárias ilegais, implantação de filtro no sistema da secretaria para garantir essas operações tributárias ilegais e fantasmas, reativação de parcelamento de débitos de empresas que nunca pagavam as parcelas devidas, exclusão indevida dos autos de infração de empresas do banco de dados e contratação irregular de empresa especializada na prestação de serviços de tecnologia da informação, com a finalidade de garantir a continuidade das práticas criminosas. Segundo o Ministério Público, Roseana autorizou acordos judiciais baseados em pareceres manifestamente ilegais dos procuradores-gerais do Estado por ela nomeados.

## Histórico eleitoral
| Ano  | Eleição               | Cargo            | Partido | Coligação                                                                                                  | Vice                                            | Votos     | %      | Resultado |
| ---- | --------------------- | ---------------- | ------- | --- | ----------------------------------------------- | --------- | ------ | --------- |
| 1990 | Estaduais no Maranhão | Deputada Federal | PFL     | Maranhão pelo Povo (PFL PTB, PSC)                                                                          | —                                               | 44 785    | —      | Eleita    |
| 1994 | Estaduais no Maranhão | Governadora      | PFL     | Frente Popular do Maranhão (PFL, PMDB, PTB, PP, PSC, PL, PRP)                                              | José Reinaldo Tavares (PFL)                     | 753 901   | 50,61% | Eleita    |
| 1998 | Estaduais no Maranhão | Governadora      | PFL     | Maranhão Muito Mais (PFL, PMDB, PSD, PL, PTB, PSC, PSL, PCdoB, PRP, PST, PRTB, PRONA, PSDC)                | José Reinaldo Tavares (PFL)                     | 1 005 755 | 66,01% | Eleita    |
| 2002 | Estaduais no Maranhão | Senadora         | PFL     | O Maranhão Segue em Frente (PFL, PMDB, PV, PSC, PSD, PSDC, PST)                                            | 1ºː Mauro Fecury (PFL) 2ºː Ildon Marques (PMDB) | 1 314 524 | 32,33% | Eleita    |
| 2006 | Estaduais no Maranhão | Governadora      | PFL     | Maranhão: A Força do Povo(PFL, PMDB, PP, PTB, PL, PSC, PV, PTN, PHS, PRTB, PRP)                            | João Alberto Souza (PMDB)                       | 1 295 880 | 48,18% | 2º lugar  |
| 2010 | Estaduais no Maranhão | Governadora      | PMDB    | O Maranhão Não Pode Parar (PMDB, PT, DEM, PRB, PP, PV, PTB, PR, PSL, PTN, PSC, PRTB, PMN, PRP, PTdoB, PHS) | Washington Luiz de Oliveira (PT)                | 1 459 792 | 50,08% | Eleita    |
| 2018 | Estaduais no Maranhão | Governadora      | PMDB    | Maranhão Quer Mais (MDB, PSC, PV, PSD, PRP, PMB)                                                           | Ribinha Cunha (PSC)                             | 947 191   | 30,07% | 2º lugar  |
| 2022 | Estaduais no Maranhão | Deputada federal | PMDB    | — | —                                               | 97 008    | —      | Eleita    |